# María Bolívar
María Josefina Bolívar (ur. 1975) – wenezuelska polityk, prawnik i biznesmenka. Dwukrotna kandydatka Zjednoczonej Demokratycznej Partii Pokoju i Wolności (Partido Democrático Unidos por la Paz y la Libertad, PDUPL) w wyborach prezydenckich: w roku 2012 i 2013.
Bolívar urodziła się w Maturín, później mieszkała w Caracas i Maracaibo. Ukończyła prawo na Uniwersytecie w Zulii w 2002 roku. Wraz z mężem – Portugalczykiem Mario Vieirą – prowadzi piekarnię "Mayami" w Maracaibo.
W 2012 roku María Bolívar po raz pierwszy wystartowała w wyborach prezydenckich jako kandydatka PDUPL. Została zapamiętana głównie z wywiadu telewizyjnego przeprowadzonego przez Aymarę Lorenzo, w którym nie potrafiła odpowiedzieć na pytanie jak zamierza poradzić sobie w kontrolą inflacji i prosiła dziennikarkę o "małą podpowiedź". Ostatecznie zdobyła 7378 głosów (0,04%).
Rok później, po śmierci Hugo Cháveza, zwycięzcy wyborów z 2012 roku, wystartowała w kolejnych wyborach prezydenckich. Podczas kampanii obiecywała m.in. że każdy Wenezuelczyk będzie miał dostęp do zagranicznych walut (w szczególności dolarów). Uzyskała 13 309 głosów (0,08%), zajmując czwarte miejsce w wyborach.